# NHL 2017/18
Die NHL-Saison 2017/18 war die 101. Spielzeit der National Hockey League (NHL). Die reguläre Saison wurde vom 4. Oktober 2017 bis zum 8. April 2018 ausgetragen, an deren Ende die Nashville Predators als punktbestes Team die Presidents’ Trophy gewannen. Die anschließenden Playoffs begannen am 11. April 2018 und endeten am 7. Juni 2018 mit dem 4:1-Sieg der Washington Capitals über die Vegas Golden Knights, die als Expansion Team ihre Debütsaison bestritten.
Die Scorerliste führte wie im Vorjahr Connor McDavid von den Edmonton Oilers an, während Taylor Hall von den New Jersey Devils als wertvollster Spieler ausgezeichnet wurde. Zum besten Torjäger wurde abermals Alexander Owetschkin der Washington Capitals, der darüber hinaus auch als wertvollster Spieler der Playoffs geehrt wurde.

## Ligabetrieb

### Expansion
Mit den Vegas Golden Knights erhielt die Liga ihr 31. Franchise, das seine Heimspiele in der T-Mobile Arena von Paradise austrägt. In diesem Zusammenhang wurde im Juni 2017 der NHL Expansion Draft 2017 abgehalten. Die 82 Saisonspiele, die jedes Teams bestreiten soll, bleiben davon unberührt.

### Regeländerungen
Fortan erhielt ein Team eine kleine Strafe (2 Minuten; minor penalty), wenn ein angeforderter Videobeweis zur Überprüfung einer Abseitsposition nicht erfolgreich war bzw. tatsächlich kein Abseits beim Gegentor vorlag. Diese Änderung an der erst 2015 einführten „Coach’s Challenge“ sollte dazu führen, dass der Videobeweis weniger „auf gut Glück“ oder bei sehr knappen Entscheidungen eingesetzt wird. Zuvor verlor ein Team nach erfolglosem Videobeweis nur seine Auszeit, sodass das Risiko nun deutlich höher war. Die Überprüfung einer potentiellen Torhüterbehinderung war von dieser Änderung nicht betroffen. Ferner ist es den Teams nun nicht mehr erlaubt, nach einem eigenen Icing ihre Auszeit zu nutzen.
Darüber hinaus wies die NHL ihre Schiedsrichter mit Beginn der Saison an, Stockvergehen verstärkt zu ahnden, insbesondere Stockschlagen (Slashing). Im ersten Monat der Spielzeit wurden viermal so viele kleine Strafen wegen Stockschlags ausgesprochen wie noch im Vorjahr, bevor diese sehr hohe Quote im Laufe der Saison wieder etwas zurückging. Dennoch wird diese Änderung in der Spielleitung als ein Hauptgrund dafür gesehen, dass in dieser Spielzeit gegenüber den Vorjahren deutlich mehr Tore gefallen sind, so stieg die Zahl von Treffern pro Spiel von 5,53 im letzten Jahr auf 5,94, den höchsten Wert seit der Saison 2005/06 (6,17).
Ende März 2018 wurde eine weitere Änderung an der „Coach’s Challenge“ eingeführt. Mit sofortiger Wirkung liegt die endgültige Entscheidung bei der Überprüfung einer eventuellen Torhüterbehinderung nicht mehr bei den Schiedsrichtern auf dem Eis, sondern beim „Situation Room“, dem Kontrollzentrum der Liga in Toronto. Dort sind fortan ehemalige NHL-Schiedsrichter dafür zuständig, weil die Entscheidungen der Schiedsrichter auf dem Eis im Laufe der Saison kaum vergleichbar waren und somit für zahlreiche Kontroversen gesorgt hatten. Mit der Änderung soll somit eine gleichmäßigere Beurteilung von potentiellen Torhüterbehinderungen erreicht werden.

### Olympiateilnahme
Im April 2017 gab die Liga bekannt, ihren Spielplan für die Olympischen Winterspiele 2018 im südkoreanischen Pyeongchang nicht zu unterbrechen. Dies geschah im Gegensatz zu den letzten fünf Winter-Olympiaden, während denen der Ligabetrieb jeweils pausiert hatte. Die Entscheidung stieß von vielen Seiten auf Kritik, während einige namhafte, insbesondere russische Spieler (Alexander Owetschkin, Jewgeni Malkin, Jewgeni Kusnezow) bereits ankündigten, unabhängig von der NHL an den Spielen teilnehmen zu wollen. Vorerst blieb unklar, ob und inwiefern die Liga bzw. ihre Teams diese Spieler sanktionieren könnten. Im Endeffekt nahm kein NHL-Spieler an den Spielen in Pyeongchang teil.

### Veranstaltungen
Wie im Jahr zuvor finden auch in der Saison 2017/18 spezielle Veranstaltungen statt. Erstmals seit 2011 wurden wieder zwei Spiele der regulären Saison außerhalb von Nordamerika ausgetragen, so standen sich im Rahmen der NHL Global Series 2017 die Colorado Avalanche und die Ottawa Senators am 10. und 11. November 2017 im Ericsson Globe von Stockholm gegenüber. Im Rahmen der Feierlichkeiten zum 100-jährigen Bestehen der Liga folgte dem NHL Centennial Classic vom Januar 2017 nun das NHL 100 Classic, das am 16. Dezember 2017 im TD Place Stadium von Ottawa unter freiem Himmel zwischen den Ottawa Senators und den Canadiens de Montréal stattfand. Weitere Freiluftspiele sind das NHL Winter Classic 2018 zwischen den New York Rangers und den Buffalo Sabres am 1. Januar 2018 im Citi Field sowie die NHL Stadium Series 2018 zwischen den Washington Capitals und den Toronto Maple Leafs am 3. März 2018 im Navy-Marine Corps Memorial Stadium von Annapolis.
Gastgeber des NHL All-Star Game 2018 waren (trotz Olympiade) die Tampa Bay Lightning am 28. Januar 2018.

### Gehaltsobergrenze
Im Juni 2017 gaben die NHL und die NHLPA bekannt, dass die Gehaltsobergrenze (Salary Cap) von 73 auf 75 Millionen US-Dollar angehoben wird.

### Heimspielstätten
Die Detroit Red Wings verließen ihre alte Heimspielstätte, die Joe Louis Arena, und tragen ihre Heimspiele fortan in der neu eröffneten Little Caesars Arena aus. Ferner änderte sich der Name der Arena der Winnipeg Jets von MTS Centre in Bell MTS Place.

### Trikots
Mit Beginn der Saison wurde Reebok als offizieller NHL-Ausrüster von Adidas abgelöst. Die neuen Trikots, die alle gewissen Änderungen unterzogen wurden, wurden am 21. Juni 2017 vorgestellt.

## Entry Draft
Der NHL Entry Draft 2017 fand am 24. und 25. Juni 2017 in Chicago im US-Bundesstaat Illinois statt. Mit dem First Overall Draft-Pick wählten die New Jersey Devils den Angreifer Nico Hischier aus, der damit zum am höchsten ausgewählten Schweizer der Ligageschichte wurde. Auf den Plätzen zwei und drei folgten Nolan Patrick und Miro Heiskanen. Insgesamt wurden in sieben Runden 217 Spieler von den NHL-Teams gedraftet.
| #  | Spieler          | Nationalität | Pos | NHL-Team            | College-/ Junioren-/ Profi-Team |
| -- | ---------------- | ------------ | --- | ------------------- | ------------------------------- |
| 1. | Nico Hischier    | Schweiz      | C   | New Jersey Devils   | Halifax Mooseheads (LHJMQ)      |
| 2. | Nolan Patrick    | Kanada       | C   | Philadelphia Flyers | Brandon Wheat Kings (WHL)       |
| 3. | Miro Heiskanen   | Finnland     | D   | Dallas Stars        | Helsingfors IFK (Liiga)         |
| 4. | Cale Makar       | Kanada       | D   | Colorado Avalanche  | Brooks Bandits (AJHL)           |
| 5. | Elias Pettersson | Schweden     | C   | Vancouver Canucks   | Timrå IK (HockeyAllsvenskan)    |

## Reguläre Saison

### Tabellen
Abkürzungen: GP = Spiele, W = Siege, L = Niederlagen, OTL = Niederlage nach Overtime bzw. Shootout, GF = Erzielte Tore, GA = Gegentore, Pts = Punkte

Erläuterungen:  = Playoff-Qualifikation,  = Conference-Sieger,  = Presidents’-Trophy-Gewinner

#### Eastern Conference

##### Atlantic Division
| Rang | Atlantic Division   | GP | W  | L  | OTL | GF  | GA  | Pts |
| ---- | ------------------- | -- | -- | -- | --- | --- | --- | --- |
| 1.   | Tampa Bay Lightning | 82 | 54 | 23 | 5   | 296 | 236 | 113 |
| 2.   | Boston Bruins       | 82 | 50 | 20 | 12  | 270 | 214 | 112 |
| 3.   | Toronto Maple Leafs | 82 | 49 | 26 | 7   | 277 | 232 | 105 |

##### Metropolitan Division
| Rang | Metropolitan Division | GP | W  | L  | OTL | GF  | GA  | Pts |
| ---- | --------------------- | -- | -- | -- | --- | --- | --- | --- |
| 1.   | Washington Capitals   | 82 | 49 | 26 | 7   | 259 | 239 | 105 |
| 2.   | Pittsburgh Penguins   | 82 | 47 | 29 | 6   | 272 | 250 | 100 |
| 3.   | Philadelphia Flyers   | 82 | 42 | 26 | 14  | 251 | 243 | 98  |

##### Wild-Card-Teams
| Rang | Wild-Card-Teams       | Division | GP | W  | L  | OTL | GF  | GA  | Pts |
| ---- | --------------------- | -------- | -- | -- | -- | --- | --- | --- | --- |
| 1.   | Columbus Blue Jackets | MET      | 82 | 45 | 30 | 7   | 242 | 230 | 97  |
| 2.   | New Jersey Devils     | MET      | 82 | 44 | 29 | 9   | 248 | 244 | 97  |
|      |                       |          |    |    |    |     |     |     |     |
| 3.   | Florida Panthers      | ATL      | 82 | 44 | 30 | 8   | 248 | 246 | 96  |
| 4.   | Carolina Hurricanes   | MET      | 82 | 36 | 35 | 11  | 228 | 256 | 83  |
| 5.   | New York Islanders    | MET      | 82 | 35 | 37 | 10  | 264 | 296 | 80  |
| 6.   | New York Rangers      | MET      | 82 | 34 | 39 | 9   | 231 | 268 | 77  |
| 7.   | Detroit Red Wings     | ATL      | 82 | 30 | 39 | 13  | 217 | 255 | 73  |
| 8.   | Canadiens de Montréal | ATL      | 82 | 29 | 40 | 13  | 209 | 264 | 71  |
| 9.   | Ottawa Senators       | ATL      | 82 | 28 | 43 | 11  | 221 | 291 | 67  |
| 10.  | Buffalo Sabres        | ATL      | 82 | 25 | 45 | 12  | 199 | 280 | 62  |

#### Western Conference

##### Central Division
| Rang | Central Division    | GP | W  | L  | OTL | GF  | GA  | Pts |
| ---- | ------------------- | -- | -- | -- | --- | --- | --- | --- |
| 1.   | Nashville Predators | 82 | 53 | 18 | 11  | 267 | 211 | 117 |
| 2.   | Winnipeg Jets       | 82 | 52 | 20 | 10  | 277 | 218 | 114 |
| 3.   | Minnesota Wild      | 82 | 45 | 26 | 11  | 253 | 232 | 101 |

##### Pacific Division
| Rang | Pacific Division     | GP | W  | L  | OTL | GF  | GA  | Pts |
| ---- | -------------------- | -- | -- | -- | --- | --- | --- | --- |
| 1.   | Vegas Golden Knights | 82 | 51 | 24 | 7   | 272 | 228 | 109 |
| 2.   | Anaheim Ducks        | 82 | 44 | 25 | 13  | 235 | 216 | 101 |
| 3.   | San Jose Sharks      | 82 | 45 | 27 | 10  | 252 | 229 | 100 |

##### Wild-Card-Teams
| Rang | Wild-Card-Teams    | Division | GP | W  | L  | OTL | GF  | GA  | Pts |
| ---- | ------------------ | -------- | -- | -- | -- | --- | --- | --- | --- |
| 1.   | Los Angeles Kings  | PAC      | 82 | 45 | 29 | 8   | 239 | 203 | 98  |
| 2.   | Colorado Avalanche | CEN      | 82 | 43 | 30 | 9   | 257 | 237 | 95  |
|      |                    |          |    |    |    |     |     |     |     |
| 3.   | St. Louis Blues    | CEN      | 82 | 44 | 32 | 6   | 226 | 222 | 94  |
| 4.   | Dallas Stars       | CEN      | 82 | 42 | 32 | 8   | 235 | 225 | 92  |
| 5.   | Calgary Flames     | PAC      | 82 | 37 | 35 | 10  | 218 | 248 | 84  |
| 6.   | Edmonton Oilers    | PAC      | 82 | 36 | 40 | 6   | 234 | 263 | 78  |
| 7.   | Chicago Blackhawks | CEN      | 82 | 33 | 39 | 10  | 229 | 256 | 76  |
| 8.   | Vancouver Canucks  | PAC      | 82 | 31 | 40 | 11  | 218 | 264 | 73  |
| 9.   | Arizona Coyotes    | PAC      | 82 | 29 | 41 | 12  | 208 | 256 | 70  |

### Beste Scorer

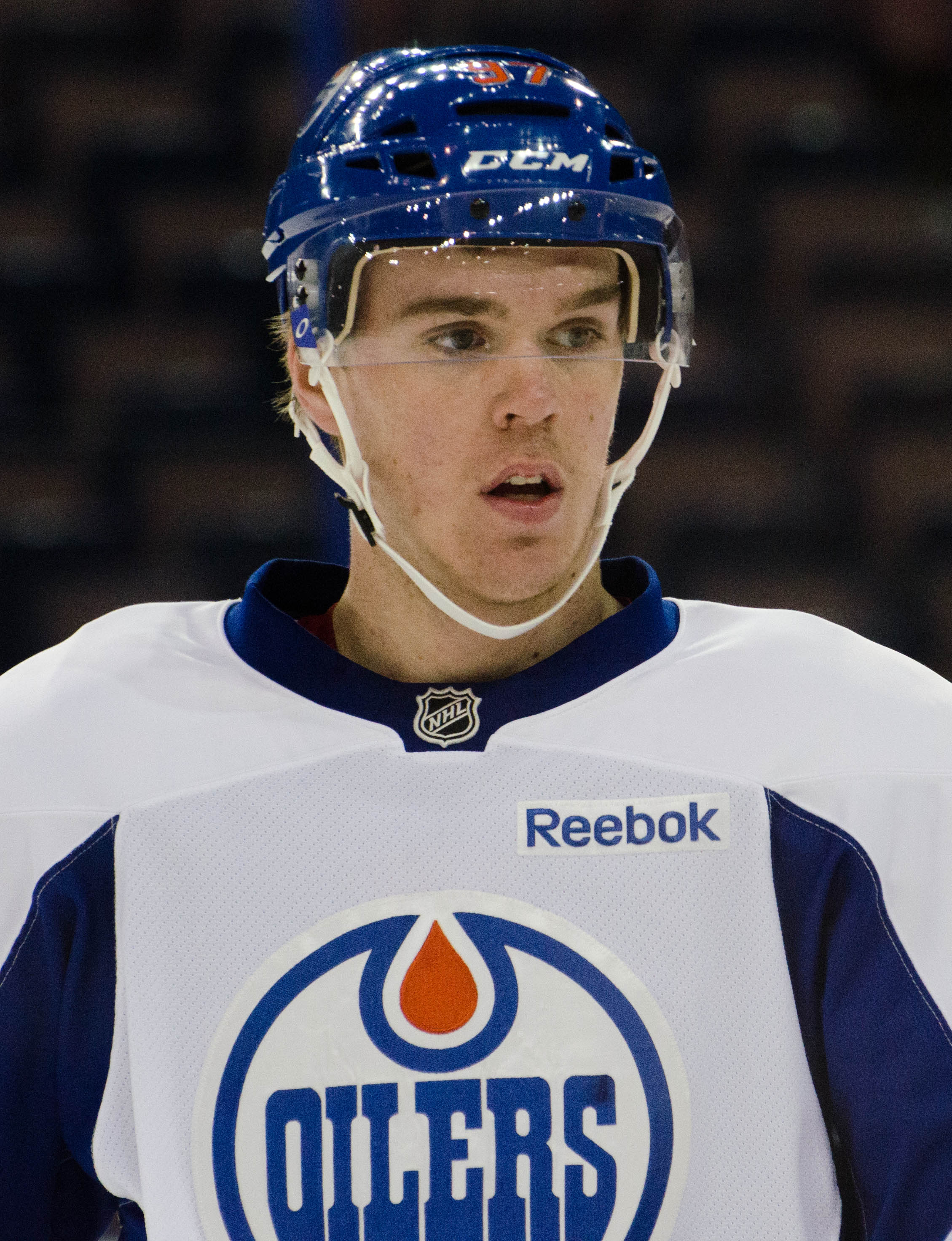
Connor McDavid, bester Scorer und Gewinner der Art Ross Trophy.

Connor McDavid führte die Scorerliste der NHL mit 108 Punkten an und wurde damit zum ersten Spieler seit Jaromír Jágr (2000 & 2001), der die Art Ross Trophy verteidigen konnte. Alexander Owetschkin gewann mit 49 erzielten Toren seine fünfte Maurice Richard Trophy in den letzten sechs Jahren, während Claude Giroux und Blake Wheeler mit jeweils 68 Assists die meisten Torvorlagen verzeichneten. Punktbester Abwehrspieler wurde John Carlson mit 68 Scorerpunkten und die Plus/Minus-Wertung wurde von William Karlsson mit einem Wert von +49 angeführt.
Abkürzungen: Sp = Spiele, T = Tore, V = Assists, Pkt = Punkte, +/− = Plus/Minus, SM = Strafminuten; Fett: Bestwert
| Spieler              | Mannschaft          | Sp | T  | V  | Pkt | +/− | SM |
| -------------------- | ------------------- | -- | -- | -- | --- | --- | -- |
| Connor McDavid       | Edmonton Oilers     | 82 | 41 | 67 | 108 | +20 | 26 |
| Claude Giroux        | Philadelphia Flyers | 82 | 34 | 68 | 102 | +28 | 20 |
| Nikita Kutscherow    | Tampa Bay Lightning | 80 | 39 | 61 | 100 | +15 | 42 |
| Jewgeni Malkin       | Pittsburgh Penguins | 78 | 42 | 56 | 98  | +16 | 87 |
| Nathan MacKinnon     | Colorado Avalanche  | 74 | 39 | 58 | 97  | +11 | 55 |
| Taylor Hall          | New Jersey Devils   | 76 | 39 | 54 | 93  | +14 | 34 |
| Anže Kopitar         | Los Angeles Kings   | 82 | 35 | 57 | 92  | +21 | 20 |
| Phil Kessel          | Pittsburgh Penguins | 82 | 34 | 58 | 92  | −4  | 36 |
| Blake Wheeler        | Winnipeg Jets       | 81 | 23 | 68 | 91  | +13 | 52 |
| Sidney Crosby        | Pittsburgh Penguins | 82 | 29 | 60 | 89  | ±0  | 46 |
| Alexander Owetschkin | Washington Capitals | 82 | 49 | 38 | 87  | +3  | 32 |

### Beste Torhüter
Die kombinierte Tabelle zeigt die jeweils drei besten Torhüter in den Kategorien Gegentorschnitt und Fangquote sowie die jeweils Führenden in den Kategorien Shutouts und Siege.
Abkürzungen: GP = Spiele, TOI = Eiszeit (in Minuten), W = Siege, L = Niederlagen, OTL = Overtime-Niederlagen, GA = Gegentore, SO = Shutouts, Sv% = gehaltene Schüsse (in %), GAA = Gegentorschnitt; Fett: Saisonbestwert
Es werden nur Torhüter erfasst, die mindestens 25 Spiele absolviert haben. Sortiert nach bestem Gegentorschnitt.
| Spieler            | Team                 | GP | TOI     | W  | L  | OTL | GA  | SO | Sv%  | GAA  |
| ------------------ | -------------------- | -- | ------- | -- | -- | --- | --- | -- | ---- | ---- |
| Carter Hutton      | St. Louis Blues      | 32 | 1609:32 | 17 | 7  | 3   | 56  | 3  | 93,1 | 2,09 |
| Marc-André Fleury  | Vegas Golden Knights | 46 | 2673:24 | 29 | 13 | 4   | 100 | 4  | 92,7 | 2,24 |
| Antti Raanta       | Arizona Coyotes      | 47 | 2599:07 | 21 | 17 | 1   | 49  | 6  | 93,0 | 2,24 |
| Pekka Rinne        | Nashville Predators  | 59 | 3475:27 | 42 | 13 | 4   | 134 | 8  | 92,7 | 2,31 |
| Connor Hellebuyck  | Winnipeg Jets        | 67 | 3965:54 | 44 | 11 | 9   | 156 | 6  | 92,4 | 2,36 |
| Roberto Luongo     | Florida Panthers     | 35 | 1965:58 | 18 | 11 | 2   | 81  | 3  | 92,9 | 2,47 |
| Andrei Wassilewski | Tampa Bay Lightning  | 65 | 3825:11 | 44 | 17 | 3   | 167 | 8  | 91,9 | 2,62 |

### Beste Rookiescorer
Mathew Barzal erzielte die meisten Scorerpunkte eines Rookies seit über zehn Jahren (Jewgeni Malkin, 2006/07, ebenfalls 85). Kyle Connor wurde mit 31 Treffern zum besten Torschützen unter den Liganeulingen und überholte dabei Brock Boeser, der das letzte Viertel der Spielzeit verletzungsbedingt verpasste. Die Plus/Minus-Wertung führte Yanni Gourde mit +34 an.
Abkürzungen: Sp = Spiele, T = Tore, V = Assists, Pkt = Punkte, +/− = Plus/Minus, SM = Strafminuten; Fett: Bestwert
| Spieler        | Mannschaft          | Sp | T  | V  | Pkt | +/− | SM |
| -------------- | ------------------- | -- | -- | -- | --- | --- | -- |
| Mathew Barzal  | New York Islanders  | 82 | 22 | 63 | 85  | +1  | 30 |
| Clayton Keller | Arizona Coyotes     | 82 | 23 | 42 | 65  | −7  | 24 |
| Yanni Gourde   | Tampa Bay Lightning | 82 | 25 | 39 | 64  | +34 | 50 |
| Kyle Connor    | Winnipeg Jets       | 76 | 31 | 26 | 57  | +8  | 16 |
| Brock Boeser   | Vancouver Canucks   | 62 | 29 | 26 | 55  | −5  | 16 |

## Stanley-Cup-Playoffs
|  | Conference-Viertelfinale | Conference-Viertelfinale | Conference-Viertelfinale |    |                      | Conference-Halbfinale | Conference-Halbfinale | Conference-Halbfinale |  |  | Conference-Finale | Conference-Finale | Conference-Finale |  |  | Stanley-Cup-Finale | Stanley-Cup-Finale | Stanley-Cup-Finale |
|  |                          |                          |                          |    |                      |                       |                       |                       |  |  |                   |                   |                   |  |  |                    |                    |                    |
|  | A1                       | Tampa Bay Lightning      | 4                        |    |                      |                       |                       |                       |  |  |                   |                   |                   |  |  |                    |                    |                    |
|  | EWC2                     | New Jersey Devils        | 1                        |    |                      |                       |                       |                       |  |  |                   |                   |                   |  |  |                    |                    |                    |
|  | EWC2                     | New Jersey Devils        | 1                        | A1 | Tampa Bay Lightning  | 4                     |                       |                       |  |  |                   |                   |                   |  |  |                    |                    |                    |
|  |                          |                          |                          | A1 | Tampa Bay Lightning  | 4                     | Eastern Conference    |                       |  |  |                   |                   |                   |  |  |                    |                    |                    |
|  |                          | A2                       | Boston Bruins            | 1  |                      |                       |                       |                       |  |  |                   |                   |                   |  |  |                    |                    |                    |
|  | A2                       | A2                       | Boston Bruins            | 1  | Boston Bruins        | 4                     |                       |                       |  |  |                   |                   |                   |  |  |                    |                    |                    |
|  | A2                       |                          |                          |    | Boston Bruins        | 4                     |                       |                       |  |  |                   |                   |                   |  |  |                    |                    |                    |
|  | A3                       | Toronto Maple Leafs      | 3                        |    |                      |                       |                       |                       |  |  |                   |                   |                   |  |  |                    |                    |                    |
|  | A3                       | Toronto Maple Leafs      | 3                        | A1 | Tampa Bay Lightning  | 3                     |                       |                       |  |  |                   |                   |                   |  |  |                    |                    |                    |
|  |                          |                          |                          |    |                      |                       |                       |                       |  |  |                   |                   |                   |  |  |                    |                    |                    |
|  |                          | M1                       | Washington Capitals      | 4  |                      |                       |                       |                       |  |  |                   |                   |                   |  |  |                    |                    |                    |
|  | M1                       | M1                       | Washington Capitals      | 4  | Washington Capitals  | 4                     |                       |                       |  |  |                   |                   |                   |  |  |                    |                    |                    |
|  | M1                       |                          |                          |    | Washington Capitals  | 4                     |                       |                       |  |  |                   |                   |                   |  |  |                    |                    |                    |
|  | EWC1                     | Columbus Blue Jackets    | 2                        |    |                      |                       |                       |                       |  |  |                   |                   |                   |  |  |                    |                    |                    |
|  | EWC1                     | Columbus Blue Jackets    | 2                        | M1 | Washington Capitals  | 4                     |                       |                       |  |  |                   |                   |                   |  |  |                    |                    |                    |
|  |                          |                          |                          | M1 | Washington Capitals  | 4                     |                       |                       |  |  |                   |                   |                   |  |  |                    |                    |                    |
|  |                          | M2                       | Pittsburgh Penguins      | 2  |                      |                       |                       |                       |  |  |                   |                   |                   |  |  |                    |                    |                    |
|  | M2                       | M2                       | Pittsburgh Penguins      | 2  | Pittsburgh Penguins  | 4                     |                       |                       |  |  |                   |                   |                   |  |  |                    |                    |                    |
|  | M2                       |                          |                          |    | Pittsburgh Penguins  | 4                     |                       |                       |  |  |                   |                   |                   |  |  |                    |                    |                    |
|  | M3                       | Philadelphia Flyers      | 2                        |    |                      |                       |                       |                       |  |  |                   |                   |                   |  |  |                    |                    |                    |
|  | M3                       | Philadelphia Flyers      | 2                        | M1 | Washington Capitals  | 4                     |                       |                       |  |  |                   |                   |                   |  |  |                    |                    |                    |
|  |                          |                          |                          |    |                      |                       |                       |                       |  |  |                   |                   |                   |  |  |                    |                    |                    |
|  |                          | P1                       | Vegas Golden Knights     | 1  |                      |                       |                       |                       |  |  |                   |                   |                   |  |  |                    |                    |                    |
|  | C1                       | P1                       | Vegas Golden Knights     | 1  | Nashville Predators  | 4                     |                       |                       |  |  |                   |                   |                   |  |  |                    |                    |                    |
|  | C1                       |                          |                          |    | Nashville Predators  | 4                     |                       |                       |  |  |                   |                   |                   |  |  |                    |                    |                    |
|  | WWC2                     | Colorado Avalanche       | 2                        |    |                      |                       |                       |                       |  |  |                   |                   |                   |  |  |                    |                    |                    |
|  | WWC2                     | Colorado Avalanche       | 2                        | C1 | Nashville Predators  | 3                     |                       |                       |  |  |                   |                   |                   |  |  |                    |                    |                    |
|  |                          |                          |                          | C1 | Nashville Predators  | 3                     |                       |                       |  |  |                   |                   |                   |  |  |                    |                    |                    |
|  |                          | C2                       | Winnipeg Jets            | 4  |                      |                       |                       |                       |  |  |                   |                   |                   |  |  |                    |                    |                    |
|  | C2                       | C2                       | Winnipeg Jets            | 4  | Winnipeg Jets        | 4                     |                       |                       |  |  |                   |                   |                   |  |  |                    |                    |                    |
|  | C2                       |                          |                          |    | Winnipeg Jets        | 4                     |                       |                       |  |  |                   |                   |                   |  |  |                    |                    |                    |
|  | C3                       | Minnesota Wild           | 1                        |    |                      |                       |                       |                       |  |  |                   |                   |                   |  |  |                    |                    |                    |
|  | C3                       | Minnesota Wild           | 1                        | C2 | Winnipeg Jets        | 1                     |                       |                       |  |  |                   |                   |                   |  |  |                    |                    |                    |
|  |                          |                          |                          |    |                      |                       |                       |                       |  |  |                   |                   |                   |  |  |                    |                    |                    |
|  |                          | P1                       | Vegas Golden Knights     | 4  |                      |                       |                       |                       |  |  |                   |                   |                   |  |  |                    |                    |                    |
|  | P1                       | P1                       | Vegas Golden Knights     | 4  | Vegas Golden Knights | 4                     |                       |                       |  |  |                   |                   |                   |  |  |                    |                    |                    |
|  | P1                       |                          |                          |    | Vegas Golden Knights | 4                     |                       |                       |  |  |                   |                   |                   |  |  |                    |                    |                    |
|  | WWC1                     | Los Angeles Kings        | 0                        |    |                      |                       |                       |                       |  |  |                   |                   |                   |  |  |                    |                    |                    |
|  | WWC1                     | Los Angeles Kings        | 0                        | P1 | Vegas Golden Knights | 4                     |                       |                       |  |  |                   |                   |                   |  |  |                    |                    |                    |
|  |                          |                          |                          | P1 | Vegas Golden Knights | 4                     | Western Conference    |                       |  |  |                   |                   |                   |  |  |                    |                    |                    |
|  |                          | P3                       | San Jose Sharks          | 2  |                      |                       |                       |                       |  |  |                   |                   |                   |  |  |                    |                    |                    |
|  | P2                       | P3                       | San Jose Sharks          | 2  | Anaheim Ducks        | 0                     |                       |                       |  |  |                   |                   |                   |  |  |                    |                    |                    |
|  | P2                       |                          |                          |    | Anaheim Ducks        | 0                     |                       |                       |  |  |                   |                   |                   |  |  |                    |                    |                    |
|  | P3                       | San Jose Sharks          | 4                        |    |                      |                       |                       |                       |  |  |                   |                   |                   |  |  |                    |                    |                    |

## NHL Awards und vergebene Trophäen
| Auszeichnung                          | Auszeichnung              | Team                 |
| ------------------------------------- | ------------------------- | -------------------- |
| Stanley Cup                           | Stanley Cup               | Washington Capitals  |
| Clarence S. Campbell Bowl             | Clarence S. Campbell Bowl | Vegas Golden Knights |
| Prince of Wales Trophy                | Prince of Wales Trophy    | Washington Capitals  |
| Presidents’ Trophy                    | Presidents’ Trophy        | Nashville Predators  |
| Auszeichnung                          | Spieler                   | Team                 |
| Art Ross Trophy                       | Connor McDavid            | Edmonton Oilers      |
| Bill Masterton Memorial Trophy        | Brian Boyle               | New Jersey Devils    |
| Calder Memorial Trophy                | Mathew Barzal             | New York Islanders   |
| Conn Smythe Trophy                    | Alexander Owetschkin      | Washington Capitals  |
| Frank J. Selke Trophy                 | Anže Kopitar              | Los Angeles Kings    |
| Hart Memorial Trophy                  | Taylor Hall               | New Jersey Devils    |
| Jack Adams Award                      | Gerard Gallant            | Vegas Golden Knights |
| James Norris Memorial Trophy          | Victor Hedman             | Tampa Bay Lightning  |
| King Clancy Memorial Trophy           | Daniel & Henrik Sedin     | Vancouver Canucks    |
| Lady Byng Memorial Trophy             | William Karlsson          | Vegas Golden Knights |
| Mark Messier Leadership Award         | Deryk Engelland           | Vegas Golden Knights |
| Maurice ‚Rocket‘ Richard Trophy       | Alexander Owetschkin      | Washington Capitals  |
| NHL General Manager of the Year Award | George McPhee             | Vegas Golden Knights |
| NHL Plus/Minus Award (inoffiziell)    | William Karlsson          | Vegas Golden Knights |
| Ted Lindsay Award                     | Connor McDavid            | Edmonton Oilers      |
| Vezina Trophy                         | Pekka Rinne               | Nashville Predators  |
| William M. Jennings Trophy            | Jonathan Quick            | Los Angeles Kings    |

### All-Star-Teams
| First All-Star-Team |                                                  |
| Angriff:            | Taylor Hall – Connor McDavid – Nikita Kutscherow |
| Verteidigung:       | Drew Doughty – Victor Hedman                     |
| Tor:                | Pekka Rinne                                      |

| Second All-Star-Team |                                                  |
| Angriff:             | Claude Giroux – Nathan MacKinnon – Blake Wheeler |
| Verteidigung:        | Seth Jones – P. K. Subban                        |
| Tor:                 | Connor Hellebuyck                                |

### All-Rookie-Team
| All-Rookie-Team |                                               |
| Angriff:        | Clayton Keller – Mathew Barzal – Brock Boeser |
| Verteidigung:   | Will Butcher – Charlie McAvoy                 |
| Tor:            | Juuse Saros                                   |